# Lophotavia merulina
Lophotavia merulina är en fjärilsart som beskrevs av Paul Mabille 1890. Lophotavia merulina ingår i släktet Lophotavia och familjen nattflyn. Inga underarter finns listade i Catalogue of Life.